# جولیوس آدامز
جولیوس آدامز (انگلیسی: Julius Adams Stratton; ۱۸ مهٔ ۱۹۰۱ – ۲۲ ژوئن ۱۹۹۴) دانشمند در زمینه مهندسی برق اهل ایالات متحده آمریکا بود. او استاد دانشگاه MIT بود.
وی همچنین برندهٔ جوایزی همچون مدال افتخار آی‌تریپل‌ئی و نشان فارادی شده‌است.